# Łowce (podrodzina)
Łowce (Halcyoninae) – podrodzina ptaków z rodziny zimorodkowatych (Alcedinidae).

## Występowanie
Podrodzina obejmuje gatunki występujące w Azji, Afryce, Australii i Oceanii.

## Systematyka
Takson ten czasem podnoszony był do rangi rodziny. Do podrodziny należą następujące rodzaje:
- Lacedo Reichenbach, 1851 – jedynym przedstawicielem jest Lacedo pulchella (Horsfield, 1821) – łowik
- Pelargopsis Gloger, 1841
- Halcyon Swainson, 1821
- Cittura Kaup, 1848
- Tanysiptera Vigors, 1825
- Melidora Lesson, 1830 – jedynym przedstawicielem jest Melidora macrorrhina (Lesson, 1827) – łuskogłów
- Dacelo W.E. Leach, 1815
- Actenoides Bonaparte, 1850
- Syma Lesson, 1827
- Todiramphus Lesson, 1827